# 通俗天文學 (英國雜誌)
《通俗天文學》（Popular Astronomy）是由英國的通俗天文協會出版的雙月刊雜誌，在每年的1、3、5、7、9和11月出刊。在2011年之前，他是季刊，而在1981年之前，它的名稱是赫耳墨斯，而且更早之前，它被稱為年輕天文學家。

## 歷任編輯
- Richard Baum (1953 June–1955 October);
- 帕特里克·穆爾 (1956);
- Richard Baum (1957 January–July);
- Gilbert Satterthwaite (1957 October–1961 April);
- John Lytheer (1961 July–1964 April);
- George Teideman (1964 July–1967 April);
- 伊恩·里德帕斯（英语：Ian Ridpath） (1967 July–1974 April);
- Paul Sutherland (1974 July–1982 July);
- Enid Lake (1982 October–1985 October);
- Ian Ridpath (1986 January–1989 July; editor-in-chief until 1992 October);
- Tom Hosking (1989 October–2000 July);
- Peter Grego (2000 October–  ).

名稱變革：
- 年輕天文學家：1953年 － 1960年7月
- 赫耳墨斯：1960年10月 － 1980年10月
- 通俗天文學：1981年1月迄今。

## 外部連結
- 官方网站